# Chrysocryptus romani
Chrysocryptus romani là một loài tò vò trong họ Ichneumonidae.